# Eliza Schneider
Eliza Jane Schneider, född 3 februari 1978, är en amerikansk röstskådespelare som bland annat arbetat med South Park. I South Park så gör hon rösterna till Stans flickvän Wendy, Stans syster och även mamma, borgmästaren och Cartmans mamma.
Hon gör även rösten för Rebecca Crane i spelserien Assassin's Creed.